# Communauté de communes Creuse Sud-Ouest
La communauté de communes Creuse Sud-Ouest est une communauté de communes française située dans le département de la Creuse en région Nouvelle-Aquitaine.

## Historique
La communauté de communes est créée le 1er janvier 2017 par arrêté du 2 novembre 2016. Elle est formée par fusion de la communauté intercommunale d'aménagement du territoire Creuse-Thaurion-Gartempe et de la communauté de communes Bourganeuf et Royère-de-Vassivière.
Le 1er janvier 2018, les communes de Mazeirat, Peyrabout et Saint-Yrieix-les-Bois rejoignent la communauté d'agglomération du Grand Guéret.
Le 1er janvier 2019, les communes de Masbaraud-Mérignat et Saint-Dizier-Leyrenne fusionnent pour constituer la commune nouvelle de Saint-Dizier-Masbaraud.

## Territoire communautaire

### Géographie physique
Située au sud-ouest  du département de la Creuse, la communauté de communes Creuse Sud-Ouest regroupe 43 communes et présente une superficie de 908,6 km2.

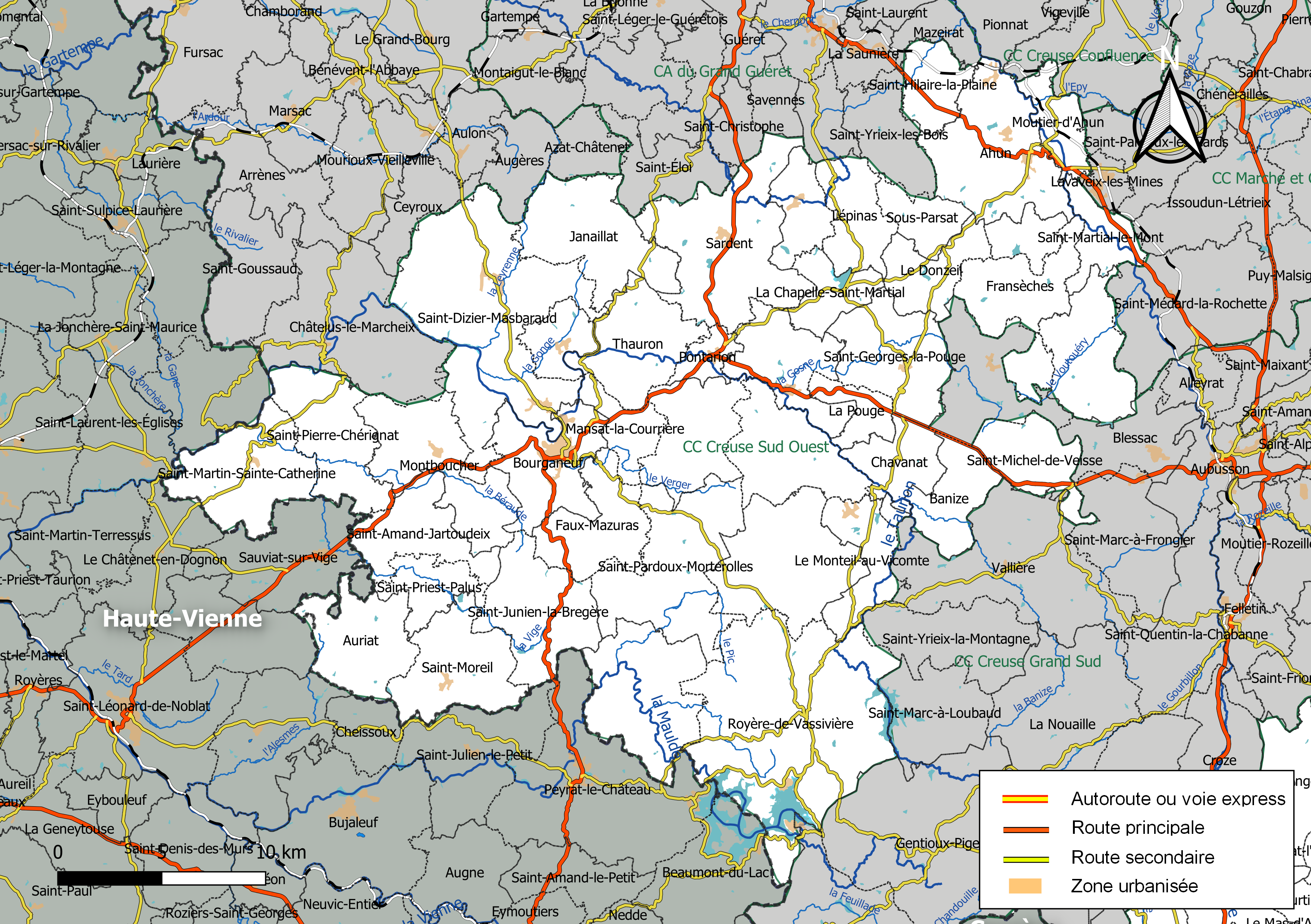
Carte de la communauté de communes Creuse Sud-Ouest au 1er janvier 2019.

### Composition

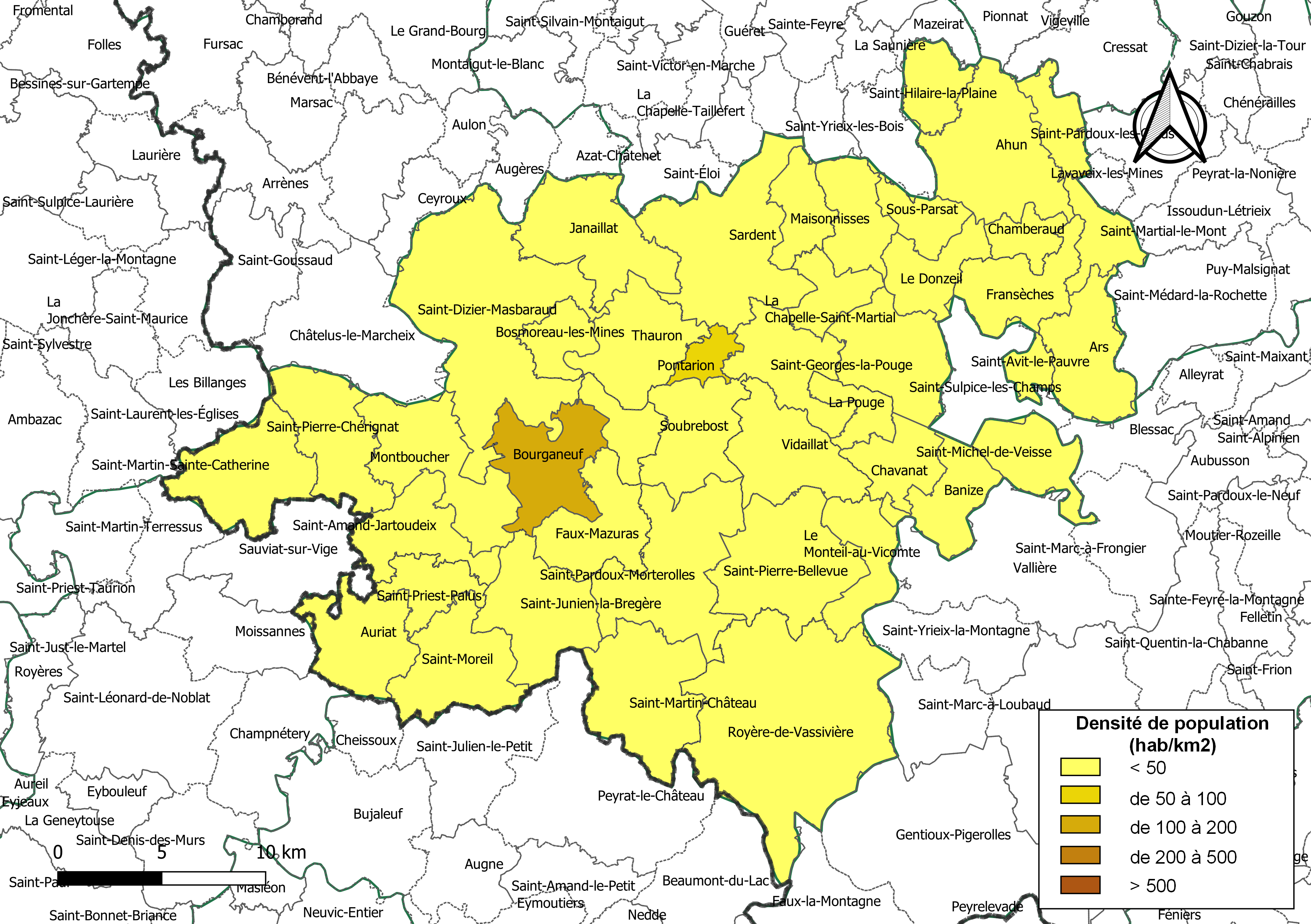
Carte des densités de population (millésimée 2016) des communes de la communauté de communes Creuse Sud-Ouest. Composition en communes au 1er janvier 2019.

La communauté de communes est composée des 43 communes suivantes :

| Nom                            | Code Insee | Gentilé        | Superficie (km2) | Population (dernière pop. légale) | Densité (hab./km2) |
| ------------------------------ | ---------- | -------------- | ---------------- | --------------------------------- | ------------------ |
| Saint-Dizier-Masbaraud (siège) | 23189      |                | 67,02            | 1 134 (2022)                      | 17                 |
| Ahun                           | 23001      | Ahunois        | 33,74            | 1 442 (2022)                      | 43                 |
| Ars                            | 23007      | Arsois         | 21,69            | 236 (2022)                        | 11                 |
| Auriat                         | 23012      | Auriats        | 21,66            | 116 (2022)                        | 5,4                |
| Banize                         | 23016      | Banizois       | 15,24            | 181 (2022)                        | 12                 |
| Bosmoreau-les-Mines            | 23027      | Bosmorois      | 9,01             | 226 (2022)                        | 25                 |
| Bourganeuf                     | 23030      | Bourgouniauds  | 22,54            | 2 408 (2022)                      | 107                |
| Chamberaud                     | 23043      |                | 7,44             | 97 (2022)                         | 13                 |
| La Chapelle-Saint-Martial      | 23051      |                | 10,12            | 77 (2022)                         | 7,6                |
| Chavanat                       | 23060      | Chavanatais    | 12,73            | 138 (2022)                        | 11                 |
| Le Donzeil                     | 23074      | Donzeillois    | 13,54            | 188 (2022)                        | 14                 |
| Faux-Mazuras                   | 23078      |                | 19,96            | 189 (2022)                        | 9,5                |
| Fransèches                     | 23086      | Franséchois    | 18,29            | 241 (2022)                        | 13                 |
| Janaillat                      | 23099      |                | 28,29            | 319 (2022)                        | 11                 |
| Lépinas                        | 23107      | Espinassous    | 14,8             | 136 (2022)                        | 9,2                |
| Maisonnisses                   | 23118      | Maisonnissaux  | 11,12            | 175 (2022)                        | 16                 |
| Mansat-la-Courrière            | 23122      |                | 9,42             | 68 (2022)                         | 7,2                |
| Montboucher                    | 23133      |                | 27,68            | 370 (2022)                        | 13                 |
| Le Monteil-au-Vicomte          | 23134      | Monteillois    | 14,4             | 217 (2022)                        | 15                 |
| Moutier-d'Ahun                 | 23138      | Moutiérots     | 9,91             | 161 (2022)                        | 16                 |
| Pontarion                      | 23155      | Pontarionnais  | 5,25             | 359 (2022)                        | 68                 |
| La Pouge                       | 23157      |                | 7,58             | 96 (2022)                         | 13                 |
| Royère-de-Vassivière           | 23165      | Royèrauds      | 74,14            | 572 (2022)                        | 7,7                |
| Saint-Amand-Jartoudeix         | 23181      |                | 18,74            | 152 (2022)                        | 8,1                |
| Saint-Avit-le-Pauvre           | 23183      | Pauper-Avitois | 4,99             | 88 (2022)                         | 18                 |
| Saint-Georges-la-Pouge         | 23197      |                | 24,09            | 361 (2022)                        | 15                 |
| Saint-Hilaire-la-Plaine        | 23201      |                | 11,06            | 211 (2022)                        | 19                 |
| Saint-Hilaire-le-Château       | 23202      |                | 19,59            | 225 (2022)                        | 11                 |
| Saint-Junien-la-Bregère        | 23205      |                | 25,66            | 144 (2022)                        | 5,6                |
| Saint-Martial-le-Mont          | 23214      |                | 10,25            | 264 (2022)                        | 26                 |
| Saint-Martin-Château           | 23216      |                | 31,25            | 152 (2022)                        | 4,9                |
| Saint-Martin-Sainte-Catherine  | 23217      |                | 27,27            | 330 (2022)                        | 12                 |
| Saint-Michel-de-Veisse         | 23222      | Saintmichelots | 15,57            | 166 (2022)                        | 11                 |
| Saint-Moreil                   | 23223      | Moreilloux     | 23,94            | 218 (2022)                        | 9,1                |
| Saint-Pardoux-Morterolles      | 23227      |                | 36,5             | 211 (2022)                        | 5,8                |
| Saint-Pierre-Bellevue          | 23232      |                | 32,78            | 213 (2022)                        | 6,5                |
| Saint-Pierre-Chérignat         | 23230      |                | 23,72            | 165 (2022)                        | 7                  |
| Saint-Priest-Palus             | 23237      |                | 10,64            | 55 (2022)                         | 5,2                |
| Sardent                        | 23168      | Sardentais     | 41,11            | 758 (2022)                        | 18                 |
| Soubrebost                     | 23173      |                | 20,76            | 139 (2022)                        | 6,7                |
| Sous-Parsat                    | 23175      |                | 9,14             | 114 (2022)                        | 12                 |
| Thauron                        | 23253      | Thauronnais    | 22,34            | 170 (2022)                        | 7,6                |
| Vidaillat                      | 23260      | Vidaillats     | 23,59            | 201 (2022)                        | 8,5                |

### Démographie
| 1968   | 1975   | 1982   | 1990   | 1999   | 2010   | 2015   | 2021   |
| ------ | ------ | ------ | ------ | ------ | ------ | ------ | ------ |
| 20 380 | 18 262 | 17 174 | 15 688 | 14 993 | 14 444 | 13 938 | 13 478 |

## Administration

### Siège
Le siège de la communauté de communes est situé à Saint-Dizier-Masbaraud.

### Les élus
Le conseil communautaire de la communauté de communes se compose de 64 conseillers, représentant chacune des communes membres et élus pour une durée de six ans.
Ils sont répartis comme suit :
| Nombre de conseillers | Communes               |
| --------------------- | ---------------------- |
| 11                    | Bourganeuf             |
| 6                     | Ahun                   |
| 4                     | Saint-Dizier-Masbaraud |
| 3                     | Sardent                |
| 2                     | Royère-de-Vassivière   |
| 1 (+1 suppléant)      | les 38 autres communes |

### Présidence
| Période      | Période                    | Identité       | Étiquette | Qualité                                       |
| ------------ | -------------------------- | -------------- | --------- | --------------------------------------------- |
| janvier 2017 | En cours (au 20 août 2020) | Sylvain Gaudy, | DVD       | maire de Saint-Pierre-Chérignat (depuis 2014) |

### Régime fiscal et budget
Le régime fiscal de la communauté de communes est la fiscalité professionnelle unique (FPU).